# Morti nel 1411
| Questa pagina contiene informazioni ricavate automaticamente dalle voci biografiche con l'ausilio del template Bio e di un bot. L'aggiornamento è periodico e automatico e ricostruisce completamente la pagina. Se manca una persona in questa lista, sei pregato di non aggiungerla, ma accertati piuttosto che la sua voce biografica contenga il template Bio e che i dati anagrafici siano correttamente compilati. Se il template Bio manca, inseriscilo tu stesso o, in alternativa, metti l'avviso {{tmp\|Bio}} che ne segnala la mancanza. Se i dati riportati sono sbagliati, correggi direttamente la voce biografica; le modifiche saranno visibili in questa lista entro pochi giorni. Per chiarimenti vedi il progetto biografie. La lista contiene solo le 26 persone che sono citate nell'enciclopedia e per le quali è stato implementato correttamente il template Bio. Pagina aggiornata al 13 gen 2025. |

- 18 gennaio - Jobst di Moravia, sovrano
- 6 febbraio - Esaù de' Buondelmonti
- 15 febbraio - Corrado Caracciolo, cardinale e arcivescovo cattolico italiano
- 17 febbraio - Solimano Çelebi, principe ottomano (n. 1377)
- 1º aprile - Caterina di Vendôme, nobile
- 12 aprile - Roberto I di Bar, nobile francese (n. 1344)
- 14 maggio - Margherita di Kleve, nobildonna tedesca
- 3 giugno - Leopoldo IV d'Asburgo, duca (n. 1371)
- 21 giugno - Eric IV di Sassonia-Lauenburg, duca (n. 1354)
- 26 luglio - Elisabetta di Norimberga, regina (n. 1358)
- 14 settembre - Luca Manzoli, cardinale italiano
- 21 settembre - Anna Mortimer, nobile britannica (n. 1390)
- 2 ottobre - Antonio Calvi, cardinale e vescovo cattolico italiano (n. 1341)
- 4 novembre - Khalil Sultan, sovrano (n. 1384)
- 28 dicembre - Bartolomeo da Saliceto, giurista italiano
- Hasdai Crescas, filosofo e teologo spagnolo (n. 1340)
- Paolo di Giovanni Fei, pittore italiano (n. 1345)
- Giovanni da Rivalta, vescovo cattolico italiano
- Gabriele Guasco, nobile, politico e condottiero italiano
- Hugh Herland, architetto e artigiano inglese (n. 1330)
- Nicholas von Renys, condottiero prussiano (n. 1360)
- Gerlach Peters, mistico tedesco (n. 1378)
- Antonia Salimbeni, nobildonna italiana (n. 1369)
- Marsiglio Torelli, politico italiano
- Daniele d'Ungrispach, mercante italiano (n. 1344)
- Cecco del Borgo, nobile e condottiero italiano (n. 1350)